# State of Euphoria
State of Euphoria é o quarto álbum de estúdio da banda de thrash metal Anthrax. Foi lançado em setembro de 1988 pela Island Records e contou com a produção da banda e de Mark Dodson. 

## História
Apesar da boa qualidade musical, o álbum frustrou parte dos fãs e parte da crítica, que esperavam um disco a altura do clássico Among the Living, o álbum imediatamente anterior da banda. A recepção menos positiva, não foi, porém, uma unamimidade, pois revistas especializadas no heavy metal, como a britânica Metal Forces Magazine, enalteceram o trabalho e deram a nota máxima em sua avaliação.
O baterista do grupo, Charlie Benante, testemunhou anos depois que o Anthrax gostaria de ter finalizado de uma maneira diferente o trabalho e ter um pouco mais de tempo para analisar os temas.
Mesmo assim, o disco chegou ao trigésimo lugar na Billboard.
A música "Antisocial", um dos maiores sucessos do álbum e da história do grupo, é um cover da banda francesa de hard rock Trust, que, nos seus tempos áureos, chegou a ter Nicko McBrain e Clive Burr, membros clássicos do Iron Maiden, como músicos.
Em 2018, nas comemorações de 30 anos do disco, o Anthrax anunciou a reedição do álbum em vários formatos e com uma série de raridades e itens de colecionador, além de faixas-bônus ao vivo.

## Faixas
Todas as faixas por Anthrax, exceto onde anotado.
1. "Be All, End All" – 6:22
2. "Out of Sight, Out of Mind" – 5:13
3. "Make Me Laugh" - 5:41
4. "Antisocial" (Bonvoisin/Krief) – 4:27
5. "Who Cares Wins" – 7:35
6. "Now It's Dark" – 5:34
7. "Schism" – 5:27
8. "Misery Loves Company" – 5:40
9. "13" – 0:49
10. "Finale" – 5:47

## Integrantes
- Joey Belladonna - Vocal
- Scott Ian - Guitarra
- Dan Spitz - Guitarra
- Frank Bello - Baixo
- Charlie Benante - Bateria